# Чаухан, Санджай (сценарист)
Санджай Чаухан (хинди संजय चौहान; 1962, Бхопал — 12 января 2023, Мумбаи) — индийский сценарист, писавший для фильмов на хинди. Двукратный лауреат Filmfare Awards.

## Биография
Родился и вырос в Бхопале. Его отец был сотрудником Indian Railways, а мать — учительницей в школе.
Получил образование в Университете Джавахарлала Неру в Дели и устроился работать журналистом. Однажды ему предложили написать сценарий ролика о растворе для оральной регидратации для канала Дурдаршан, от которого он перешёл к написанию сценария сериала Newsline о двух конкурирующих журналах. Позже Чаухан участвовал в создании ещё нескольких сериалов. В конце 1990-х, приступив к работе над сюжетом криминальной драмы Bhanwar, он решил оставить журналистику и уйти в кинематограф. 
Переехав в Мумбаи, он написал диалоги для «Росчерков судьбы» (2003) Судхира Мишры. Его перу также принадлежат диалоги в фильмах Dhoop (2007), Say Salaam India (2007) и Right Yaaa Wrong (2007). В 2005 году, на основе черновика режиссёра Джахну Баруа, он написал сценарий для «Я не убивал Ганди». Его содержательные диалоги смогли подчеркнуть суть фильма, не будучи при этом театральными или откровенно убеждающими.
К фильму «Меня зовут Калам» (2011), о нищем мальчике, который мечтает стать президентом, Чаухан написал сценарий самостоятельно. Его работа была отмечена Filmfare Award за лучший сюжет. После этого он объединился с Тигманшу Дхулиа для работы над фильмами «Пан Сингх Томар» (2012) и «Господин, его жена и гангстер» (2011), последний из которых был вдохновлён драмой Sahib Bibi Aur Ghulam 1962 года. Другой фильм был основан на биографии Пана Сингха Томара, индийского солдата и спортсмена, ставшего бандитом. Сценаристы изначально имели только одну газетную вырезку о Томаре, и Чаухану пришлось вспомнить свой журналистский опыт, чтобы собрать материал. В итоге они были награждены Filmfare Award за лучший сценарий. 
В дальнейшем сценарист работал над фильмом Rough Book (2016), где вместе Анантом Махадеваном описал проблему «браконьерства учителей» и заговоров, процветающих в индийской системе образования и третей частью «Господина, его жены и гангстера» (2018). 
Чаухан скончался 12 января 2023 года в возрасте 62 лет в больнице Мумбаи, где проходил лечение от цирроза печени. 
У него остались жена Сарита и дочь Сара. 